# Juana Ferrer
Juana Ferrer (nacida en 1965 en Nizao, República Dominicana) es una activista feminista ecologista dominicana. Es conocida por su lucha para el reconocimiento de los derechos de las mujeres rurales, en particular las que practican la agricultura.
Cofundó en 1980 la Confederación Nacional de Mujeres del Campo (CONAMUCA), un espacio reivindicativo de mujeres trabajadoras del campo y primer espacio colectivo de mujeres campesinas en América Latina y Caribe, el cual Juana Ferrer coordina desde el 1992. Esta organización tiene una misión de cobertura nacional que promueve los intereses y derechos de las mujeres en todas las etapas de su vida y reivindica las necesidades prácticas y estratégicas de las mujeres del campo.
La CONAMUCA promueve e impulsa a través de sus acciones la construcción de un «modelo de sociedad basado en una equidad que rompa con la discriminación social, económica, política y cultural que padecen las mujeres dominicanas, en especial las del campo».

## Reseña biográfica
Juana Ferrer inició su vida de militancia a los 14 años. Con el CONAMUCA realizó el primer congreso de mujeres campesinas, movilizando a 12 000 mujeres, y formó la Escuela de Líderes, para el relevo generacional del campo. En 1997, impulsó la modificación al Código Agrario para que la mujer tenga acceso a la tierra.
En 2005, fue nominada al Premio Nobel de la Paz, a través de la iniciativa Mil Mujeres para la Paz.

## Distinciones
- Ganadora (Premio Mil Mujeres de la Paz, 2005)[4]
- Segunda Finalista (Premio BHD Mujeres que Cambian el Mundo, 2017)[5]